# Précy-sur-Oise
Précy-sur-Oise é uma comuna francesa na região administrativa de Altos da França, no departamento de Oise. Estende-se por uma área de 9,65 km², com 3 120 habitantes, segundo os censos de 1999, com uma densidade de 323 hab/km².